# Mycteroperca prionura
Mycteroperca prionura é uma espécie de peixe, endêmica do México, da família Serranidae.